# Староречье Агельдино
Староречье Агельдино — старица реки Вятки. Находится в России, в Малмыжском районе Кировской области. Сливается с основным руслом Вятки в 140 км от её устья по левому берегу. Длина протоки — 26 км, площадь водосборного бассейна — 483 км². В старицу впадают реки Арык и Шабанка. На берегу — деревня Агельдино.

## Данные водного реестра
По данным государственного водного реестра России относится к Камскому бассейновому округу, водохозяйственный участок реки — Вятка от водомерного поста посёлка городского типа Аркуль до города Вятские Поляны, речной подбассейн реки — Вятка. Речной бассейн реки — Кама.
Код объекта в государственном водном реестре — 10010300512111100040227.